# Werneria mertensiana
Werneria mertensiana är en groddjursart som beskrevs av Jean-Louis Amiet 1976. Werneria mertensiana ingår i släktet Werneria och familjen paddor. IUCN kategoriserar arten globalt som starkt hotad. Inga underarter finns listade i Catalogue of Life.